# Daniella Jeflea
Daniella Jeflea, z domu Dominikovic (ur. 12 stycznia 1987 w Sydney) – australijska tenisistka.
3 października 2005 zajmowała najwyższe miejsce w rankingu singlowym WTA Tour – 324. pozycję, natomiast 10 października 2011 osiągnęła najwyższą lokatę w deblu – 127. miejsce.
Jest młodszą siostrą Evie Dominikovic, która także jest tenisistką.

## Wygrane turnieje rangi ITF
| turnieje z pulą nagród 100 000 $ |
| turnieje z pulą nagród 75 000 $  |
| turnieje z pulą nagród 50 000 $  |
| turnieje z pulą nagród 25 000 $  |
| turnieje z pulą nagród 15 000 $  |
| turnieje z pulą nagród 10 000 $  |

### Gra pojedyncza
|    | Data       | Turniej    | Naw.   | Przeciwniczka | Wynik    |
| 1. | 28/08/2006 | Glandstone | Twarda | Emily Hewson  | 6:4, 6:3 |

### Gra podwójna
|     | Data       | Turniej       | Naw.    | Partnerka        | Przeciwniczki                       | Wynik          |
| 1.  | 25/11/2002 | Mount Gambier | Twarda  | Evie Dominikovic | Jane O'Donoghue Chanelle Scheepers  | walkower       |
| 2.  | 24/09/2004 | Canberra      | Ceglana | Evie Dominikovic | Mireille Dittmann Cindy Watson      | 6:3, 6:1       |
| 3.  | 11/10/2004 | Mackay        | Twarda  | Evie Dominikovic | Monique Adamczak Nicole Kriz        | walkower       |
| 4.  | 18/10/2004 | Rockhampton   | Twarda  | Evie Dominikovic | Casey Dellacqua Nicole Sewell       | 7:5, 6:2       |
| 5.  | 24/09/2005 | Mackay        | Twarda  | Casey Dellacqua  | Monique Adamczak Olivia Lukaszewicz | 7:6(6), 7:6(2) |
| 6.  | 01/10/2005 | Rockhampton   | Twarda  | Casey Dellacqua  | Beti Sekulovski Aleksandra Sndovic  | 6:4, 6:2       |
| 7.  | 15/10/2005 | Lyneham       | Ceglana | Casey Dellacqua  | Alison Bai Jenny Swift              | 6:4, 6:3       |
| 8.  | 28/08/2006 | Gladstone     | Twarda  | Shayna McDowell  | Renee Lampret Jenny Swift           | 4:6, 6:4, 6:4  |
| 9.  | 01/11/2010 | Kalgoorlie    | Twarda  | Jessica Moore    | Tímea Babos Monika Wejnert          | 6:4, 2:6, 10–6 |
| 10. | 08/11/2010 | Esperance     | Twarda  | Jessica Moore    | Chiaki Okadaue Remi Tezuka          | 7:6(7), 6:3    |